# Юль (дворянский род)
Юль, Юэль (дат. Juel) — североютландский дворянский род, к которому принадлежали многие выдающиеся датские государственные и военные деятели.
Первым достоверно известным представителем рода является ленсман Сканнерборга Енс Юль тиль Угельструп, впервые упоминающийся в 1410 году. Он был отцом Палле и Ивера (ум. 1468). Потомки Палле на протяжении нескольких поколений владели Обьергом (линия Юлей аф Обьерг), однако в XVII веке его линия пресеклась. Линия Ивера впоследствии разделилась ещё на две. Их основателями стали братья Эрик (1591—1657) (линия Юлей аф Тосинге) и Енс (1594—1636) (линия Юлей аф Верринге).
Один из сыновей Эрика, генерал-адмирал Енс Юль (1631—1700), в 1672 году получил титул барона, став родоначальником ветви баронов аф Юллинге, однако, поскольку его единственный сын не дожил до зрелых лет, титул перешёл к потомкам его дочери Софии Катрине (1666—1706), вышедшей замуж за Фредерика Винна. Её потомки носили фамилию Юль-Винн. Кристиан Эмиль Фрийс (1817—1896) — граф Krag-Juel-Vind-Frijs, датский политический деятель.
Потомок другого сына Эрика, прославленного адмирала Нильса Юля, Карл (1780—1859) женился на Софии Фредерике Штиглиц-Брокдорф, принёсшей ему баронство Шеленборг, в связи с чем он получил баронский титул и новую фамилию — Юль-Брокдорф. Его младший брат Карл Йохан (1800—1861), родившийся уже после развода родителей, носил фамилию Энгельбрект, однако его внуки — Фредерик Карл Йоханнес (1860 — ?) и Карл Юлиус (1862—1941) — позднее были признаны родом и приняли фамилию Юлей.
Один из потомков младшего сына уже упоминавшегося Енса Юля (1594—1636), Нильс Краббе (1740—1793), стал родоначальником ветви Юлей аф Биллесхаве.

## Наиболее известные представители рода
- Юль, Енс (1580—1634), член ригсрода, наместник Норвегии.
- Юль, Эрик (1591—1657), член ригсрода.
- Юль, Педер (1623—1656), дипломат.
- Юль, Нильс (1629—1697), адмирал.
- Юль, Енс (1631—1700), дипломат, генерал-адмирал.
- Юль, Аксель (1655—1720), губернатор Транкебара.
- Юль, Юст (1664—1715), вице-адмирал, дипломат.
- Юль, Кнуд Фредрик (1766—1847), дипломат, генерал-лейтенант.